# 19. март
19. март (19.03) је 78. дан у години по грегоријанском календару (79. у преступној години). До краја године има још 287 дана.

## Догађаји
- 1279 — Монголском победом у бици код Јамена окончана је владавина династије Сонг у Кини.
- 1563 — Потписивањем мира у Амбоазу завршен је први верски рат у Француској након којег су хугеноти добили ограничену слободу вероисповести.
- 1628 — Енглески колонисти у Северној Америци су основали колонију Масачусетс.
- 1796 — Република Француска донела Декрет о слободи штампе, који је по доласку Наполеона на власт две године касније престао да важи, а штампа је подвргнута строгој цензури.
- 1812 — Шпански парламент у Кадису усвојио либерални устав, који је постао идеал слободоумних тежњи грађанске класе у европским државама. После повратка на престо 1813. краљ Фернандо VII је укинуо устав и обновио феудално-апсолутистички поредак, али је после избијања устанка 1820. био присиљен да га врати на снагу.
- 1861 — Енглези су, након вишегодишњих борби, угушили побуну домородачког становништва Маора на Новом Зеланду и они су се повукли у унутрашњост острва.
- 1920 — САД одбиле да потпишу Версајски уговор после Првог светског рата и да се прикључе Друштву народа, због бојазни од увлачења у рат у случају напада на неку чланицу Друштва.
- 1944 — Немачка војска је окупирала Мађарску да би спречила њен прелазак на страну Савезника.
- 1945 — Један јапански бомбардер је погодио амерички носач авиона УСС Френклин, усмртивши више од 700 чланова његове посаде и тешко оштетивши брод.
- 1945 — Уједињено Краљевство је признало владу Демократске Федеративне Југославије на челу с Јосипом Брозом Титом. Након Велике Британије, ДФЈ су признале и САД (18. марта) и ШСР (29. марта).
- 1948 — Амерички председник Хари Труман постхумно је одликовао генерала Драгољуба Михаиловића Легијом за заслуге првог степена, који одговара чину Главног команданта.
- 1962 — Завршен је Алжирски рат за независност од Француске ступањем на снагу споразума у Евијану.
- 1970 — Шефови влада Источне и Западне Немачке Вили Брант и Вили Штоф сусрели су се у Ерфурту. То је био први сусрет високих званичника две земље од поделе Немачке 1949.
- 1978 — Израелска војска је окупирала већи део југа Либана.
- 1982 — Аргентинска војска се искрцала на острво Јужна Џорџија, што ће водити у Фолкландски рат са Уједињеним Краљевством.
- 1991 — Народна скупштина Србије преузела је овлашћења распуштене Скупштине Косова и разрешила дужности Ризу Сапунџију, члана Председништва СФР Југославије са Косова.
- 1994 — Трупе владе у Пном Пену заузеле су град Паилин на истоку Камбоџе, главно упориште маоистичког герилског покрета "Црвених Кмера".
- 1994 — У експлозији бомбе подметнуте у подземну железницу у главном граду Азербејџана Бакуу погинуло је 12 и рањено више од 50 људи.
- 1996 — Полиција Федерације БиХ ушла је у Грбавицу, последњу сарајевску општину коју су у босанском рату држале српске снаге. Тиме је завршен трансфер власти у сарајевским општинама које су према Дејтонском споразуму припале Федерацији БиХ. Највећи део српског становништва је два дана раније напустио Грбавицу, а према подацима Ифора, током трансфера власти из Сарајева се иселило око 60.000 Срба.
- 1996 — У главном граду Филипина Манили у пожару у једној дискотеци погинуло је најмање 150 људи.
- 1999 —
  - Либија се сагласила да шкотском правосуђу до 6. априла 1999. преда двојицу Либијаца осумњичених да су у децембру 1988. изазвали експлозију америчког путничког авиона "Боинг 747" изнад Локербија у Шкотској у којој је погинуло 270 људи.
  - У експлозији бомбе коју су чеченски терористи активирали на пијаци у јужном руском граду Владикавказ, погинуло је више од 50 људи.
  - Након неуспелих преговора Срба и косовских Албанаца у Паризу, председник САД Бил Клинтон изјавио је да је „праг прекорачен“ и да проблем Косова угрожава америчке националне интересе. Дипломате западних земаља почеле су да напуштају Београд, а међународни верификатори Косово.
- 2001 — Социјалиста Бертран Делано је, победивши на изборима, постао први градоначелник Париза из редова левице.
- 2002 — Зимбабве је на годину дана суспендован из Комонвелта.
- 2006 — Александар Лукашенко поново победио на председничким изборима у Белорусији. опширније
- 2011 — Француско ратно ваздухопловство је покренуло операцију Харматан, што је био почетак стране интервенције у Либијском грађанском рату.

## Рођења
- 1813 — Дејвид Ливингстон, шкотски лекар, мисионар и истраживач. (прем. 1873)[1]
- 1818 — Петар Прерадовић, хрватско-српски књижевник. (прем. 1872)[2]
- 1900 — Фредерик Жолио, француски научник, добитник Нобелове награде за хемију (1935). (прем. 1958)[3]
- 1924 — Абдулах Гегић, југословенски фудбалски тренер. (прем. 2008)[4]
- 1933 — Филип Рот, амерички писац. (прем. 2018)[5]
- 1936 — Урзула Андрес, швајцарска глумица и модел.[6]
- 1946 — Бигас Луна, шпански редитељ, сценариста, сликар и дизајнер. (прем. 2013)[7]
- 1947 — Глен Клоус, америчка глумица, продуценткиња и певачица.[8]
- 1955 — Брус Вилис, амерички глумац, продуцент и музичар.[9]
- 1956 — Крис О’Нил, аустралијска тенисерка.[10]
- 1966 — Ања Рупел, словеначка музичарка, новинарка и радио водитељка.[11]
- 1969 — Горан Шушљик, српски глумац.[12]
- 1971 — Нађа Ојерман, немачки модел.[13]
- 1976 — Петар Грашо, хрватски музичар.[14]
- 1976 — Андре Милер, амерички кошаркаш.[15]
- 1976 — Алесандро Неста, италијански фудбалер и фудбалски тренер.[16]
- 1978 — Ленка, аустралијска музичарка и глумица.[17]
- 1979 — Иван Љубичић, хрватски тенисер.[18]
- 1979 — Хидајет Туркоглу, турски кошаркаш.[19]
- 1981 — Коло Туре, фудбалер из Обале Слоноваче.[20]
- 1987 — Милош Теодосић, српски кошаркаш.
- 1991 — Александар Кокорин, руски фудбалер.[21]
- 1992 — Милош Јојић, српски фудбалер.[22]
- 1992 — Јована Стојиљковић, српска глумица.[23]
- 1995 — Александар Бурсаћ, српски кошаркаш.[24]
- 1997 — Рута Мејлутите, литванска пливачица.[25]
- 1998 — Милица Спасојевић, српска глумица.[26]

## Смрти
- 1406 — Ибн Халдун, арапски историчар и друштвени теоретичар (рођ. 1332)[27]
- 1930 — Артур Џејмс Балфур, енглески државник. (рођ. 1848)[28]
- 1950 — Едгар Рајс Бароуз, амерички писац. (рођ. 1875)[29]
- 1965 — Георги Георгију Деж, румунски револуционар, политичар и државник, председник Румуније. (рођ. 190)[30]
- 1976 — Иво Тијардовић, хрватски композитор и писац. (рођ. 1895)[31]
- 1977 —  Маријен Нгуаби, председник Конга.
- 1987 — Луј де Брољ, француски физичар (рођ. 1892)[32]
- 1997 — Вилем де Кунинг, амерички сликар холандског порекла. (рођ. 1904)[33]
- 2003 — Драган Стојнић, српски певач шансона. (рођ. 1937)[34]
- 2008 — Сер Артур Чарлс Кларк, британски писац научне фантастике, проналазач и футуролог (рођ. 1917)[35]

## Празници и дани сећања
- Српска православна црква слави:
  - Четрдесетдва мученика из Амореје
  - Блаженог Јова
  - Свете мученике Конона оца и сина